# Odo I Burgundzki
Eudoksjusz I, fran. Eudes I Borel de Bourgogne (ur. ok. 1058, zm. 23 marca 1103 w Tarsie) – książę Burgundii w latach 1078-1103. Panował po abdykacji brata, który został benedyktyńskim mnichem.
W 1078 walczył po stronie Filipa I, króla Francji, podczas jego konfliktu z Hugonem I du Puiset. W 1087 walczył z Maurami w Hiszpanii. Nie brał udziału w I krucjacie. Uczestniczył w nieudanej wyprawie do Ziemi Świętej w 1101. Kronikarze opisywali go jako człowieka okrutnego i brutalnego, który nakładał okup na podróżujących przez jego ziemie. Został pochowany w opactwie w Cîteaux.

## Potomstwo Odona
W 1080 ożenił się z Sybillą (ur. 1065 - zm. po 1103), córką Wilhelma I, hrabiego-palatyna Burgundii, i jego żony Stefanii. Para miała razem:
- Helenę (Helie, 1080-1142), żonę (od 1095) Bertranda, hrabiego Tuluzy i Trypolisu, a od 1115 Wilhelma III Talvasa, hrabiego Alençon i Ponthieu,
- Florynę (1083-1097), żonę Swena, księcia duńskiego (zm. 1097),
- Hugo II (1084-1143), księcia Burgundii w latach 1103-1142,
- Henryka (1087-1131), zakonnika.